# Bitsignificantie

Voorbeeld van een 8 bit-getal met LSB 1.

Voorbeeld van een 8 bit-getal met MSB 1.

Bitsignificantie is een concept in de computerwetenschap (informatica) dat de volgorde definieert van de individuele bits van een informatie-eenheid (bijvoorbeeld een byte of een woord). Die volgorde is van belang voor de interpretatie van bijvoorbeeld in registers opgeslagen informatie of bij transmissie via een serieel of parallel protocol.
Om de volgorde van de bits te bepalen refereert men naar:
- MSB (Most Significant Bit, meest significante bit, heeft grootste gewicht)
- LSB (Least Significant Bit, minst significante bit, heeft kleinste gewicht)

Bij een seriële verzending zijn verschillende protocollen die op een andere manier kunnen omgaan met LSB en MSB. Bij het veelgebruikte RS-232 wordt doorgaans de LSB als eerste bit na de startbit verzonden, maar de standaard schrijft dat niet dwingend voor. Dit onderscheid is in veel gevallen niet nodig op parallelle transmissiekanalen, aangezien elke bit gelijktijdig over zijn eigen specifieke lijn passeert, maar ook in dit geval moet de volgorde van de bytes (of endianness) in acht worden genomen.
Het is belangrijk dat de bits in de juiste volgorde worden opgeslagen bij de ontvanger. Bij een verkeerd ingestelde volgorde zou een uitgezonden gegevenswoord 01100001 een ontvangen gegevenswoord 10000110 hebben. In hexadecimale termen: 0x61 zou 0x86 zijn.

## Volgorde van bytes
MSB en LSB kan ook staan voor Most/Least Significant Byte. De betekenis is gelijk aan bovenstaande behalve dat de term betrekking heeft op de byte (of octet) in de positie van een multi-byte-reeks met de meest of minst potentiële waarde. Mocht de betekenis van de afkorting niet duidelijk zijn in de context, dan moet dit expliciet worden vermeldt om verwarring met de significante bit te voorkomen.
Om deze dubbele betekenis te kunnen onderscheiden wordt MSbit/MSbyte of LSbit/LSbyte gebruikt.